# Kanton Lens
Der Kanton Lens ist seit 2015 ein französischer Wahlkreis im Arrondissement Lens, im Département Pas-de-Calais und in der Region Hauts-de-France; sein Hauptort ist Lens. 

## Gemeinden
Der Kanton besteht aus drei Gemeinden mit insgesamt 42.443 Einwohnern (Stand: 1. Januar 2022) auf einer Gesamtfläche von 19,58 km²:
| Gemeinde         | Einwohner 1. Januar 2022 | Fläche km² | Dichte Einw./km² | Code INSEE | Postleitzahl |
| ---------------- | ------------------------ | ---------- | ---------------- | ---------- | ------------ |
| Annay            | 4.544                    | 4,33       | 1.049            | 62033      | 62880        |
| Lens             | 32.697                   | 11,70      | 2.795            | 62498      | 62300        |
| Loison-sous-Lens | 5.202                    | 3,55       | 1.465            | 62523      | 62218        |
| Kanton Lens      | 42.443                   | 19,58      | 2.168            | 6229       | –            |